# أليس براغا
وإسمها الكامل أليس براغا مورايز (بالبرتغالية: Alice Braga Moraes‏) وهي ممثلة برازيلية ولدت في 15 أبريل 1983 في مدينة ساو باولو في البرازيل وظهرت في عدة أفلام أمريكية منها مدينة الرب في سنة 2002 و أنا أسطورة مع ويل سميث في سنة 2007، وفيلم مفترسات في سنة 2010، وفيلم ذي ريتي في 2011، وفيلم إيليزيم في سنة 2013، كما مثلت دور تيريزا مندوزا في مسلسل ملكة الجنوب.

## اعمالها
| اعمال               | الدور                |
| ------------------- | -------------------- |
| The New Mutants     | الدكتورة سيسليا رايس |
| The Duel            | ماريسول              |
| Queen of the South  | تيريزا ميندوزا       |
| Kill Me Three Times | أليس تايلور          |
| Elysium             |                      |
| On the Road         | تيري                 |
| The Rite            |                      |
| Predators           |                      |
| Repo Men            | بيث                  |
| أنا أسطورة          | آنا                  |

## وصلات خارجية
- أليس براغا على موقع IMDb (الإنجليزية)
- أليس براغا على موقع ميتاكريتيك (الإنجليزية)
- أليس براغا على موقع روتن توميتوز (الإنجليزية)
- أليس براغا على موقع قاعدة بيانات الأفلام العربية
- أليس براغا على موقع ألو سيني (الفرنسية)
- أليس براغا على موقع ميوزك برينز (الإنجليزية)
- أليس براغا على موقع تيرنر كلاسيك موفيز (الإنجليزية)
- أليس براغا على موقع أول موفي (الإنجليزية)
- أليس براغا على موقع قاعدة بيانات الأفلام السويدية (السويدية)
- أليس براغا على موقع إن إن دي بي (الإنجليزية)

- أليس براغا على قاعدة بيانات الأفلام على الإنترنت